# 塔姆施泰特
塔姆施泰特是德国下萨克森州的一个市镇。总面积26.54平方公里，总人口3486人，其中男性1723人，女性1763人（2011年12月31日），人口密度131人/平方公里。